# 巴赫花精療法
巴赫花精療法（英語：Bach flower remedies，簡稱BFRs），由英國順勢療師愛德華·巴赫發明。巴赫以「花瓣經朝陽照射將植物的療癒能量轉到露水」為靈感，收集露水製成「花精」，亦稱花藥。巴赫花精療法的製劑通常是稀釋的花精混合蒸餾酒。科學界對於巴赫花精療法的評價為：「其效果不優於安慰劑」。

## 原理與歷史
愛德華·巴赫生於英國伯明翰附近，在1886至1936年間於倫敦大學學院接受醫學教育，在1913年取得內外全科醫學士學位。畢業後曾擔任倫敦大學學院醫院的細菌學示範員和急症內科醫生，及倫敦節制醫院的急症外科住院醫生。1919年起則在倫敦順勢療法醫院當細菌學家，期間受到了薩穆埃爾·哈內曼創立的順勢療法影響。他開發了七種腸道菌型病質藥（nosodes），對應他所設定之七種性格類型。從1930年代開始他轉研究植物療法，直至1936年去世為止，在那幾年他創造、發明了38種花藥，並提出巴赫花精理論。
巴赫認為，疾病是「靈魂之目的」與「人格的行為及觀點」兩者產生衝突的結果。這種靈魂與人格的內戰讓人情感失衡，產生負面情緒"阻塞能量"，進而"失去和諧"而生病。巴赫認為患者的性格即疾病的根本原因，也是治療的重點。治療由飲用花精、礦泉水和白蘭地混合而成的花藥，讓花魂與己身靈魂能量相協調，來回復平衡。透過選擇正確的花精，讓情緒協調、身心和諧、消除病症。
花精（英文：flower essence）或稱花藥（英文：flower remedy）不包含植物的任何部分，不是植物精油（essential oil），而是巴赫所稱花的能量模式。巴赫基於他與植物之間的精神聯結來感知，而憑直覺認定花朵中的能量型式。他把手放在植物上，如果其中一種植物能緩解巴赫的某種負面情緒，他就認定這一種植物具有調合此情緒問題的力量。並且巴赫想像這種力量，可藉由清晨的陽光照射花瓣，將力量轉移到花瓣上的露水。

## 製作與使用

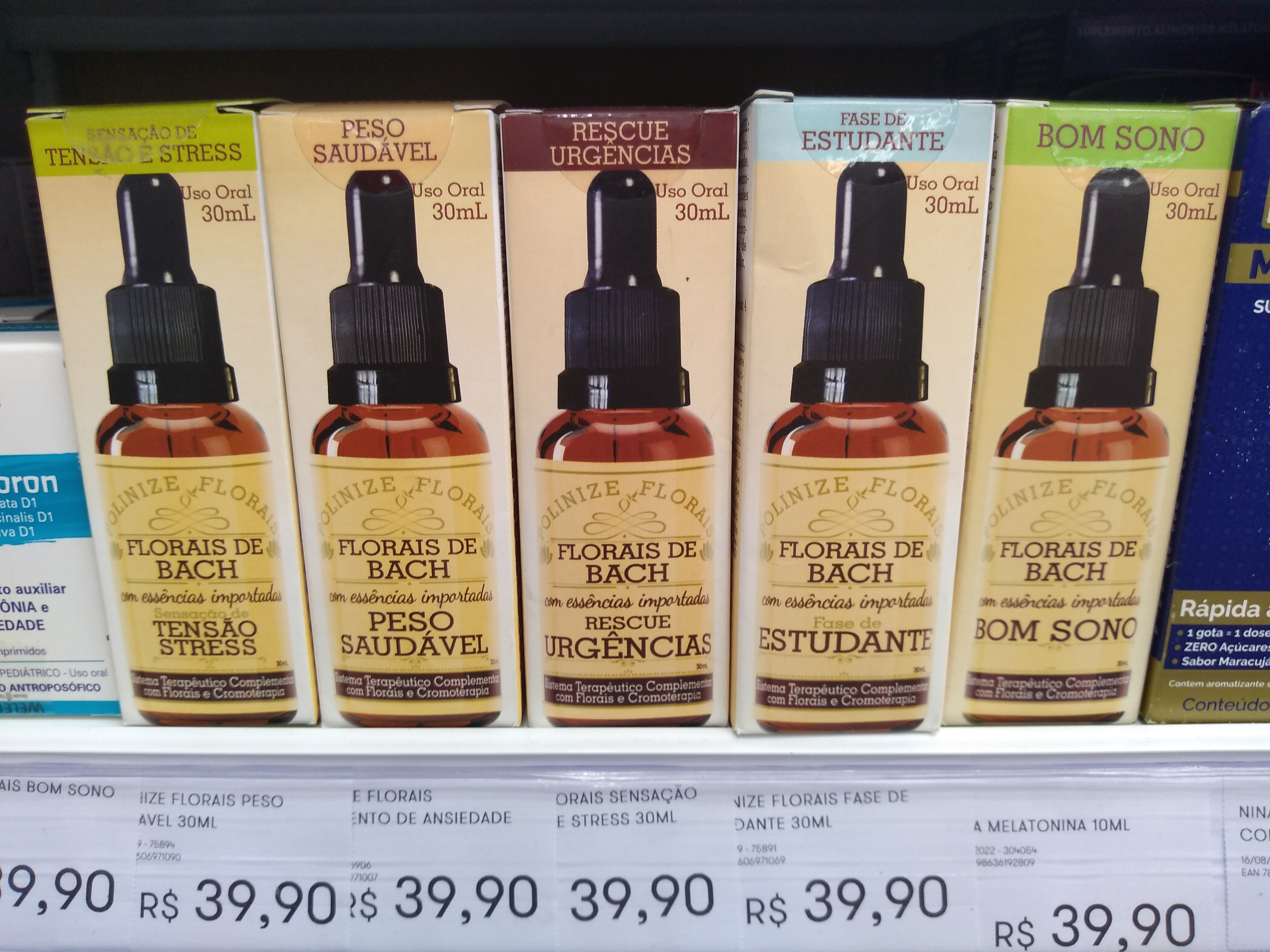
巴西一家藥局的巴赫花精

巴赫收集露珠，並與等量的蒸餾酒混合一起製成母酊劑以保存 ，然後在出售或使用前進一步稀釋。 後來發現露水不夠，於是他就把花朵泡在水中，曬太陽，代替露水。如果沒有陽光則可以水煮花朵。有的花精不使用花朵，則是使用樹枝、樹葉、和水來製作。巴赫滿意於這個方法很單純，並且結合了四大元素，他說： 
土地以滋養植物，空氣以提供植物養分，太陽或火以植物發放能量，水以收集富涵植物之有益的磁療作用。
商店中出售的花精療法製劑，常是母酊劑用酒精作稀釋的產品。產品使用的方法通常是口服。花精產品不具有植物本身的氣味、味道。巴赫花精療法宣稱，這些稀釋液含有花朵的「能量」或「振動」特性，並且可以傳遞到使用者。這種「能量轉移到水」的理論來自「水的記憶」，乃一種偽科學的概念。花精療法或因稀釋，時被歸為順勢療法，但其核心概念不是順勢療法的「以同治同」。
巴赫認定有38種花精，每種各具有特定不同的性質，對應38種心理狀態。巴赫把38種花精分七組，對應七種負面情緒狀態：「恐懼」、「沒信心」、「失去興趣」、「孤寂」、「太過敏感」、「沮喪和絕望」、「過度在意別人」。每種花精或單獨使用或多種混合使用。例如商標產品急救花精組合Rescue Remedy，它含有岩玫瑰（冷靜，鼓起勇氣）、鳳仙花（耐心和放鬆）、鐵線蓮（敏銳，鎮定，警覺）、伯利恆之星（深呼吸，放鬆，感到自由）和櫻桃李（敞開心扉，接受來臨）五種等量的花精。其他公司則以不同名稱生產相同或類似配方。花精產品除傳統口服溶液製劑，現亦有滴劑、噴劑、錠劑、膠囊、含片、軟糖、膏藥、舌下融化膠囊、口香糖、狗的咀嚼片。

## 效力
輔助與另類療法（Complementary and Alternative Medicine，CAM）的學者恩斯特，在2002年結論：
嚴謹的臨床試驗不支持花精療法比安慰劑更有效。
這些隨機試驗資料庫搜尋出的研究，無論支不支持花精療法的效果，規模不夠大。其中使用最佳研究法的試驗則報告：花精療法與安慰劑相比，效果沒有差別。花精療法的療癒作用，最有可能為安慰劑效應，外加患者透過內省情緒或是獲得治者傾聽，來達到效果。選擇藥物以及使用的過程也起到一種儀式感的平靜結果。
2009年的一項系統性回顧的結論： 
大多數現有關於花精療法之有效性和安全性的證據都具有高度的偏差風險。我們根據這六項試驗報告的不良事件，結論出花精療法大概是安全的。另外，目前花精療法在心理問題和治療疼痛的前瞻性對照試驗則很少。我們對花精療法治療考試焦慮和注意力不足過動症的四項對照試驗的分析表明，與安慰劑相比，花精療法沒有有效的證據。
恩斯特在2010年發表了更新的系統性研究評價 ： 
所有的安慰劑對照試驗研究均未能證明花精療法具療效。結論是，最可靠的臨床試驗方法表明「花精療法和安慰劑之間並沒有任何差異」。
對於花精療法能夠治病或增強免疫系統之說，目前「並沒有科學證據說明花精療法可以控制，治癒或預防任何類型的疾病，包括癌症」。

## 外部連結
- Skeptic's Dictionary on Bach Flower therapy